# Oregon Route 37
Az Oregon Route 37 (OR-37) egy oregoni állami országút, amely észak–déli irányban a 30-as szövetségi országút pendletoni csomópontjától a 730-as szövetségi út Cold Springs Junctiontől északkeletre fekvő elágazásáig halad.
A szakasz Pendleton–Cold Springs Highway No. 36 néven is ismert, valamint a Pendleton–John Day Highway No. 28 része.

## Leírás
Az útvonal a 30-as szövetségi út Pendletonon belüli szakaszáról, a Westgate-ről ágazik le. Néhány kanyar után északra halad, majd a 334-es úthoz érkezik; a kereszteződésben nyugatra fordulva eléri Holdman települést, majd északnyugat felé a U.S. Route 730 Cold Springs Junction közelében fekvő csomópontjában végződik.